# Зыково (Рязанская область)
Зыково — деревня в Клепиковском районе Рязанской области России. Входит в состав Ненашкинского сельского поселения.

## География
Находится в Мещёрской низменности, в «крае лесов и болот», в зоне смешанных заболоченных лесов, подвергшихся вырубке (обезлесенных).

## История
Деревня образована в исторической местности Мещера, бывшем Мещерском княжестве, присоединенное к Москве Дмитрием Донским.
На топографической межевой карте Рязанской губернии Александра Ивановича Менде (Мендт), опубликованная к 1850 году, указана деревня Зыкова в 35 дворов.
На Специальной карте Европейской России Стрельбицкого 1871 года указана деревня Зыкова.
С октября 2004 года в составе образованного муниципального образования «Ненашкинское сельское поселение».

## Население
| 1859 | 1906 | 2010 |
| ---- | ---- | ---- |
| 283  | ↗438 | ↘4   |

## Инфраструктура
Обслуживается отделением почтовой связи 391044 в посёлке Ненашкино.

## Транспорт
Просёлочные дороги, ведущие к соседним деревням Черяты, Лепешкино, Филотово и Васильево.
От Филотово выезд на автодорогу межмуниципального значения «Чиряты — Муночь» (идентификационный номер 61 ОП МЗ 61Н-237).